# Ephedra dahurica
{{#ifeq:0|0|{{#if:|{{#if:Ephedradahurica|[[]}}|}}}}

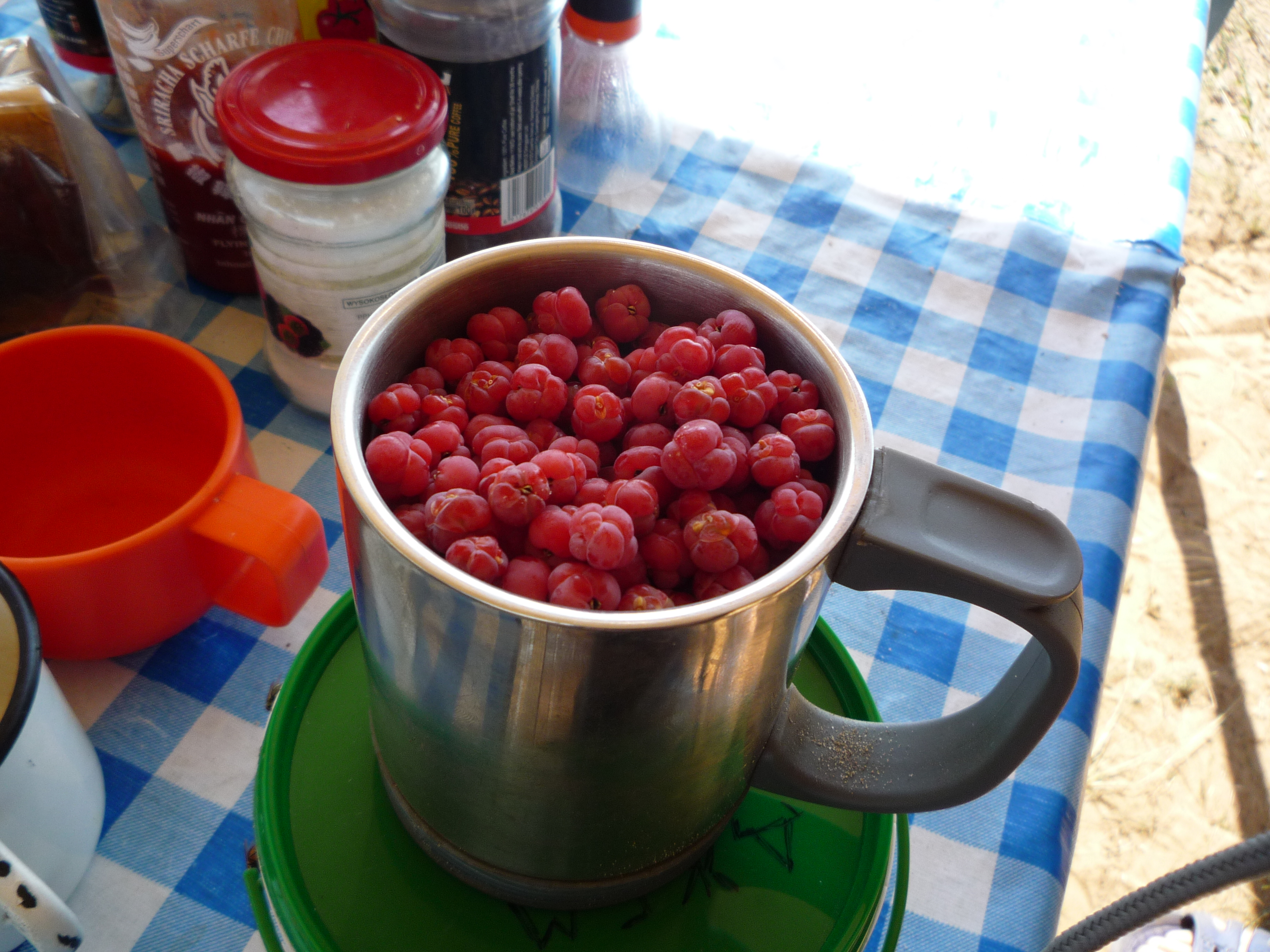

Ephedra dahurica (Ефедра даурська) — вид голонасінних рослин класу гнетоподібних.

## Поширення, екологія
Країни проживання: Монголія; Росія (Бурятія, Читинська область, Іркутська область, Тува). Чагарник знайдений в гірських степах, підніжжях схилів, скелястих осипах, серед заростей в'яза і на вершинах пагорбів.

## Використання
Стебла більшості членів цього роду містять алкалоїд ефедрин і відіграють важливу роль в лікуванні астми та багатьох інших скарг дихальної системи.

## Загрози та охорона
Серйозні загрози не відомі. Вид представлений в одній ботанічному саду. Не відомо чи популяції є на охоронних територіях.
| Шишки секвоядендрону | Це незавершена стаття про голонасінні. Ви можете допомогти проєкту, виправивши або дописавши її. |